# Општина Тауц (Арад)
Тауц (рум. Tauţ) општина је у Румунији у округу Арад.
Oпштина се налази на надморској висини од 233 m.